# Dombóvári Reménykedő Fa

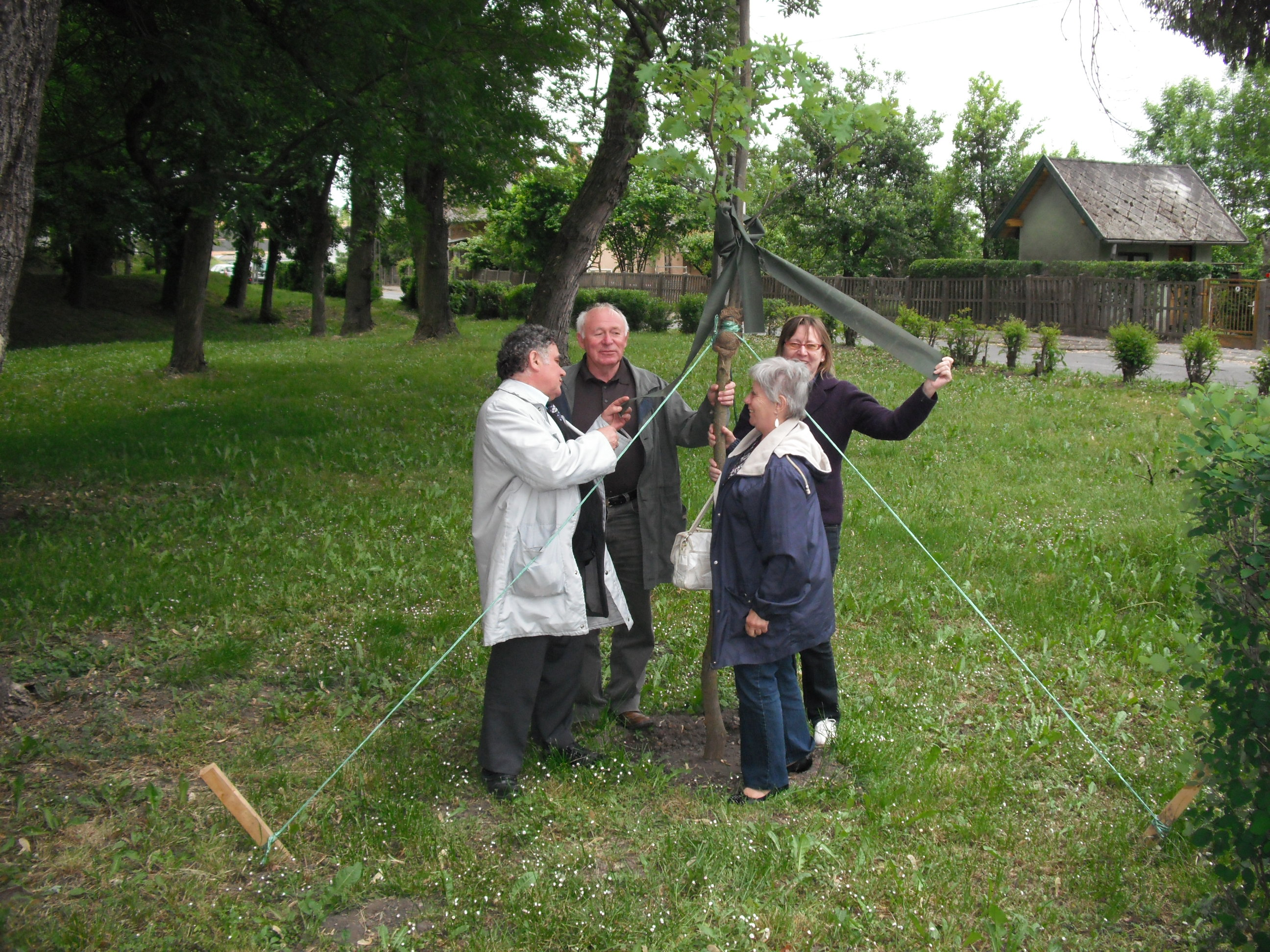
Reménykedő fa - Esperanto-arbo

A Reménykedő Fa (eszperantóul: Esperanto-arbo) a dombóvári Szigeterdőben a Gyenis Antal utcai volt vasutas óvoda és a középkori lakótorony közé, közvetlenül az erdei sétány mellé 2011 tavaszán ültetett fa, egy kocsányos tölgy. Dombóváron akkor ez volt a harmadik eszperantó objektum (eszperantália), a makói Eszperantó Fa mintájára ültették.
Itt található a híres Kossuth-emlékmű, az első felelős független magyar kormányt ábrázolja. A kétszeres embernagyságú szobrokat ruszkicai márványból készítette Horvay János szobrászművész. Az erdő legöregebb fája előtt található a Szuhay Mátyás kuruc tiszt, abaúji táblabíró, országgyűlési követről elnevezett kopjafa is.

## Története
A Dél-dunántúli Regionális Alapítvány mintegy 25-30 érdeklődő segítségével ültette 2011. április 2-án a dombóvári Sziget erdőben egy kiszáradt facsonk mellé.
A fa ültetése egyrészt alkalmat adott arra, hogy megemlékezzenek arról, hogy az első dombóvári eszperantista, Léhman György 110 éve, Borza József, az első komolyabb sikereket elért dombóvári eszperantista pedig 100 éve született; míg Tolna megye világhírű eszperantistája a nyomdász Lengyel Pál – akinek szedőszekrényét a Dombóvári Helytörténeti Múzeumban őrzik – szintén április elején született 1868-ban. Másrészt 2011-ben ünnepelték Dombóvár várossá avatásának negyvenedik évfordulóját is, s ennek megünneplésére szervezett Dombóvár Hete elnevezésű rendezvénysorozat egyik eseménye lett a faültetés.
Ezenkívül 2011-et az ENSZ az Erdők Nemzetközi Évének nyilvánította, felhívva ezzel is a figyelmet az  „érintetlen zöldterületeink”, beerdősült földrészeink fontosságára; erre is szerették volna felhívni a figyelmet a fát ültetők.

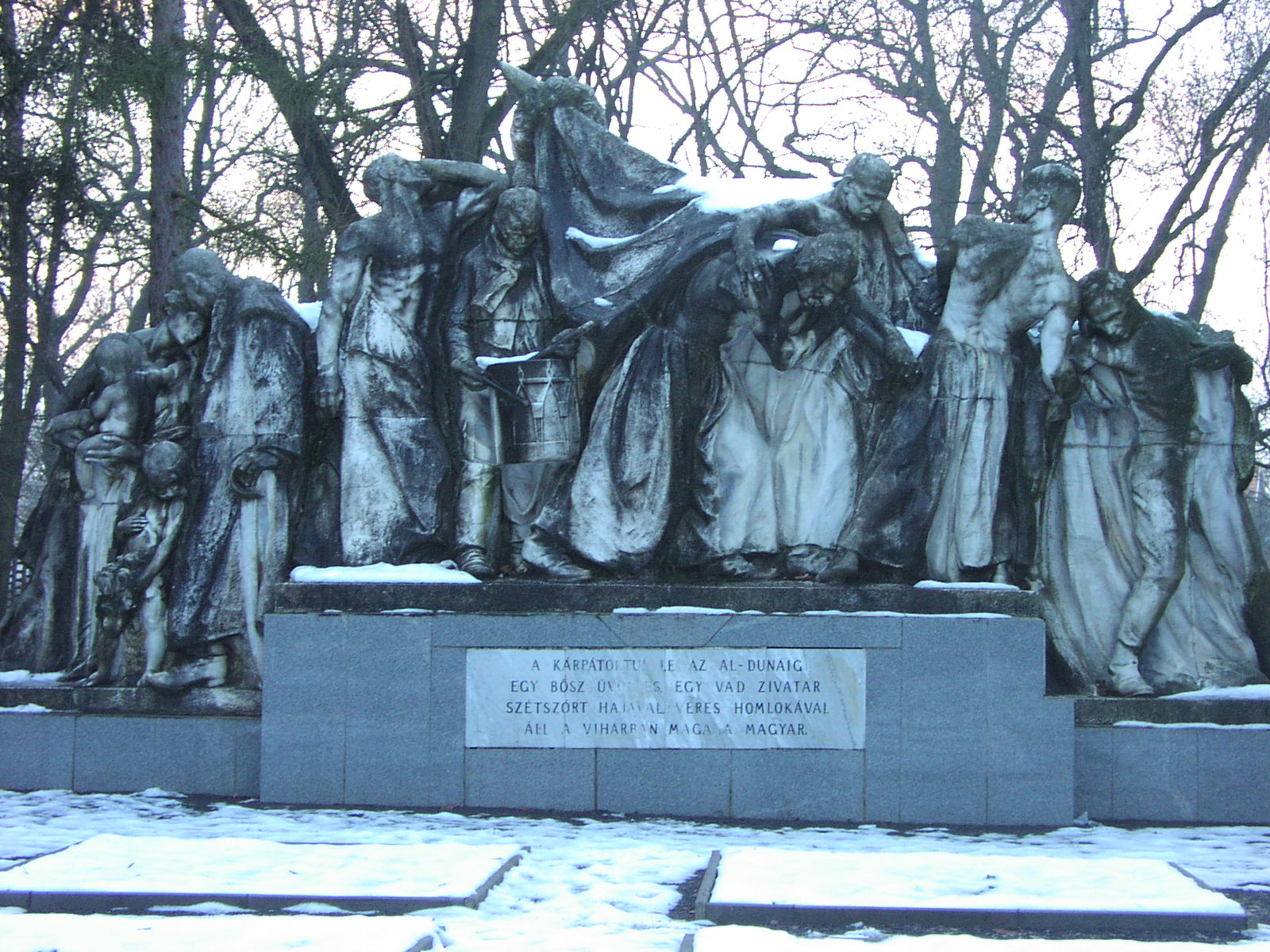
A Kossuth-szoborcsoport relief oldala

A világ szárazföldjeinek alig harmadát borítja erdő, melynek csupán csak 36%-a nevezhető őserdőnek. Ezek a még szinte érintetlen, ember nem járta ősi vadonok az Amazonas- és a Kongó-medencében, az indonéz szigetvilágban, Kanadában, valamint Oroszországban találhatóak. Az erdők megőrzése társadalmunk és gazdaságunk szempontjából egyaránt alapvető feladat. Hatalmas jelentőségű „zöld infrastruktúraként” tekinthetünk rájuk, amelyek nyersanyagokat, védelmet és sok más úgynevezett ökológiai szolgáltatást biztosítanak számunkra. A faanyag, vadhús, gyümölcsök, gyógynövények, gombák stb., biztosításán túl az erdők legfőbb szerepe a talajok képzése, az ivóvízbázisok védelme, a levegő szűrése és tisztítása, továbbá a változatos fajgazdagság befogadása és megőrzése. Mára már az erdők védelmi szerepe a klímaváltozás mérséklésében is egyértelművé vált.
A kis fára két zöld szalag került a következő felirattal:
Reménykedő Fa - Esperanto-arbo
a reménykedő nyelv nemzetközi, magyar és helyi úttörőinek emlékére
memore al la internaciaj, hungaraj kaj lokaj pioniroj de lingvo Esperanto
AZ ERDŐK NEMZETKÖZI ÉVÉBEN - EN LA INTERNACIA JARO DE ARBAROJ
DOMBÓVÁR - 2011 - DURA
A fenti szalagokat emlékkő váltja majd ki.

## Jegyzetek

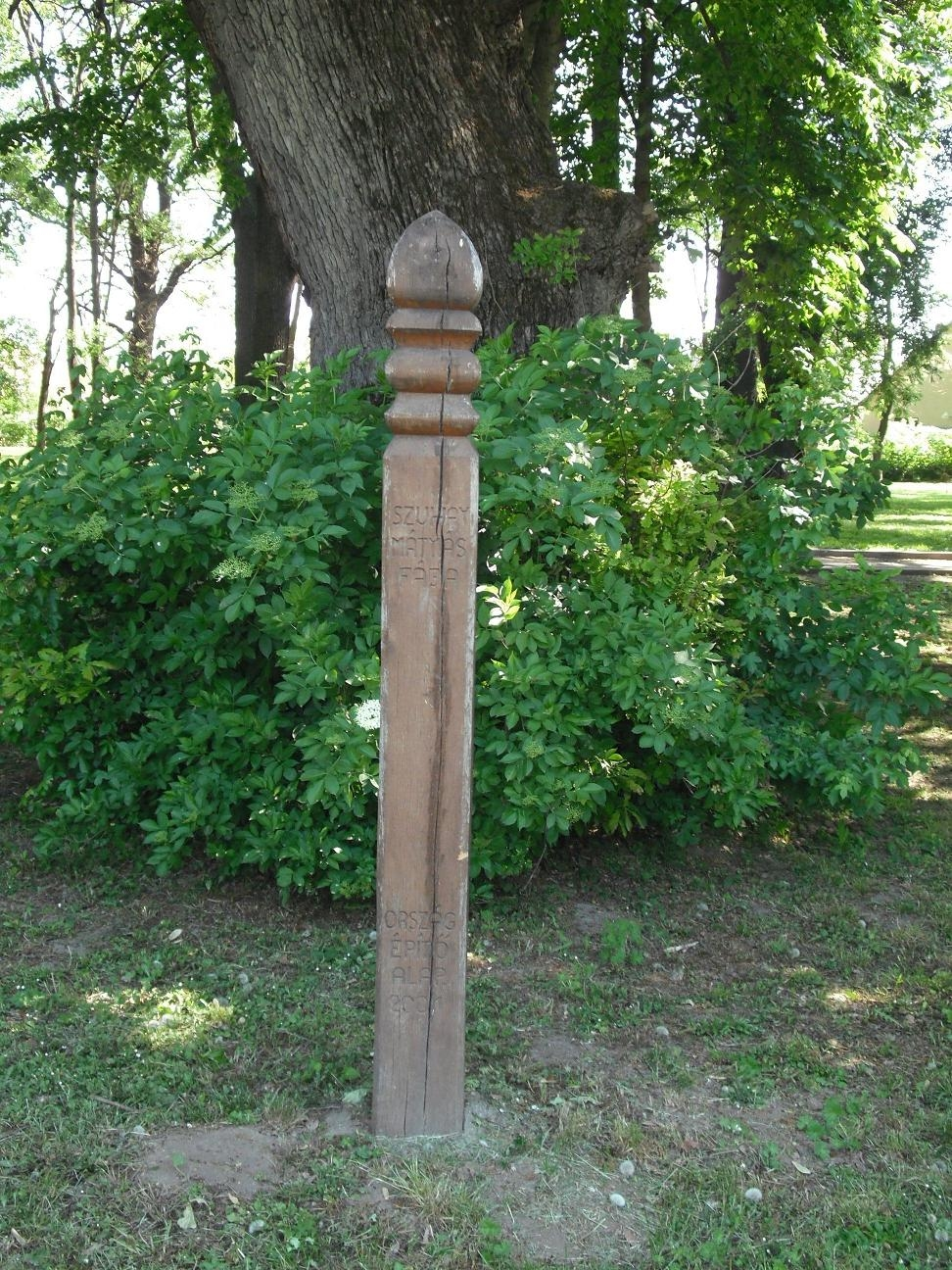
A Szuhay Mátyásról elnevezett fa